# Liliales
Liliales Perleb, 1826 è un ordine di piante angiosperme monocotiledoni.

## Descrizione
Le piante di questo raggruppamento sono prevalentemente perenni, a cormo, bulbose o rizomatose con organi sotterranei commestibili; la maggior parte sono erbacee anche se non mancano le rampicanti (es.:Smilax spp.).
Le foglie sono generalmente lineari parallelinervie anche se in alcune specie possono essere a nervature reticolate come le dicotiledoni.
I fiori possono essere portati in gruppi (ombrelle) sferici, ma possono anche essere singoli. Il colore dei petali (3+3) può essere bianco, giallo, bruno, arancio, rosso, blu o viola, spesso i fiori sono variegati con macchie o strisce di diverso colore.
Spesso sono presenti dei nettari glandulosi sui tepali o sugli stami e ciò rende questi fiori molto ricercati dalle api e altri insetti.
Alcune piante contengono alcaloidi tossici (es.: colchicina), altre sono conosciute come piante orticole.

## Distribuzione e habitat
L'ordine ha una distribuzione cosmopolita anche se la distribuzione può essere maggiormente concentrata in uno o più continenti in base alle famiglie considerate. Abbiamo quindi alcune famiglie che sono prevalentemente distribuite nell'emisfero australe (es.: le Colchicaceae nel Sudafrica; le Alstroemeriaceae nel Sud America), altre, come le Liliaceae, sono prevalentemente distribuite nell'emisfero boreale.

## Tassonomia
L'ordine comprende circa 1 300 specie suddivise, secondo la classificazione filogenetica, in 10 famiglie:
- Alstroemeriaceae Dumort.
- Campynemataceae Dumort.
- Colchicaceae DC.
- Corsiaceae Becc.
- Liliaceae Juss.
- Melanthiaceae Batsch ex Borkh.
- Petermanniaceae Hutch.
- Philesiaceae Dumort.
- Ripogonaceae Conran & Clifford
- Smilacaceae Vent.

Il Sistema Cronquist (1981) collocava quest'ordine nella sottoclasse Liliidae della classe Liliopsida, attribuendogli le seguenti famiglie (tra parentesi l'attuale collocazione tassonomica):
- Philydraceae Link (Commelinales)
- Pontederiaceae Kunth (Commelinales)
- Haemodoraceae R.Br. (Commelinales)
- Cyanastraceae Engl. (inclusa in Tecophilaeaceae, Asparagales)
- Liliaceae Juss.
- Iridaceae Juss. (Asparagales)
- Velloziaceae J.Agardh (Pandanales)
- Aloeaceae J.Agardh (inclusa in Asphodelaceae, Asparagales)
- Agavaceae Dumort. (inclusa in Asparagaceae, Asparagales)
- Xanthorrhoeaceae Dumort. (Asparagales)
- Hanguanaceae Airy Shaw (Commelinales)
- Taccaceae Dum. (inclusa in Dioscoreaceae, Dioscoreales)
- Stemonaceae  (Pandanales)
- Smilacaceae Vent.
- Dioscoreaceae R.Br. (Dioscoreales)

### Alcune specie

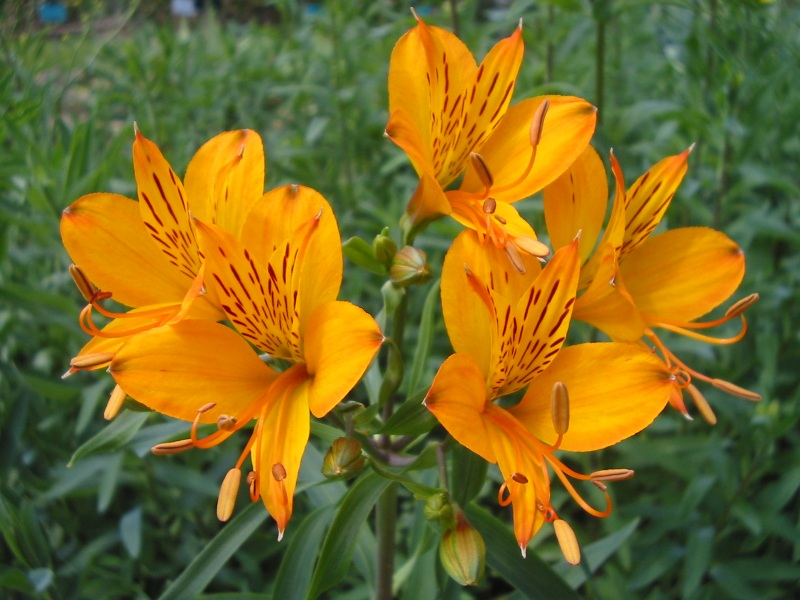
Alstroemeria aurea Alstroemeriaceae
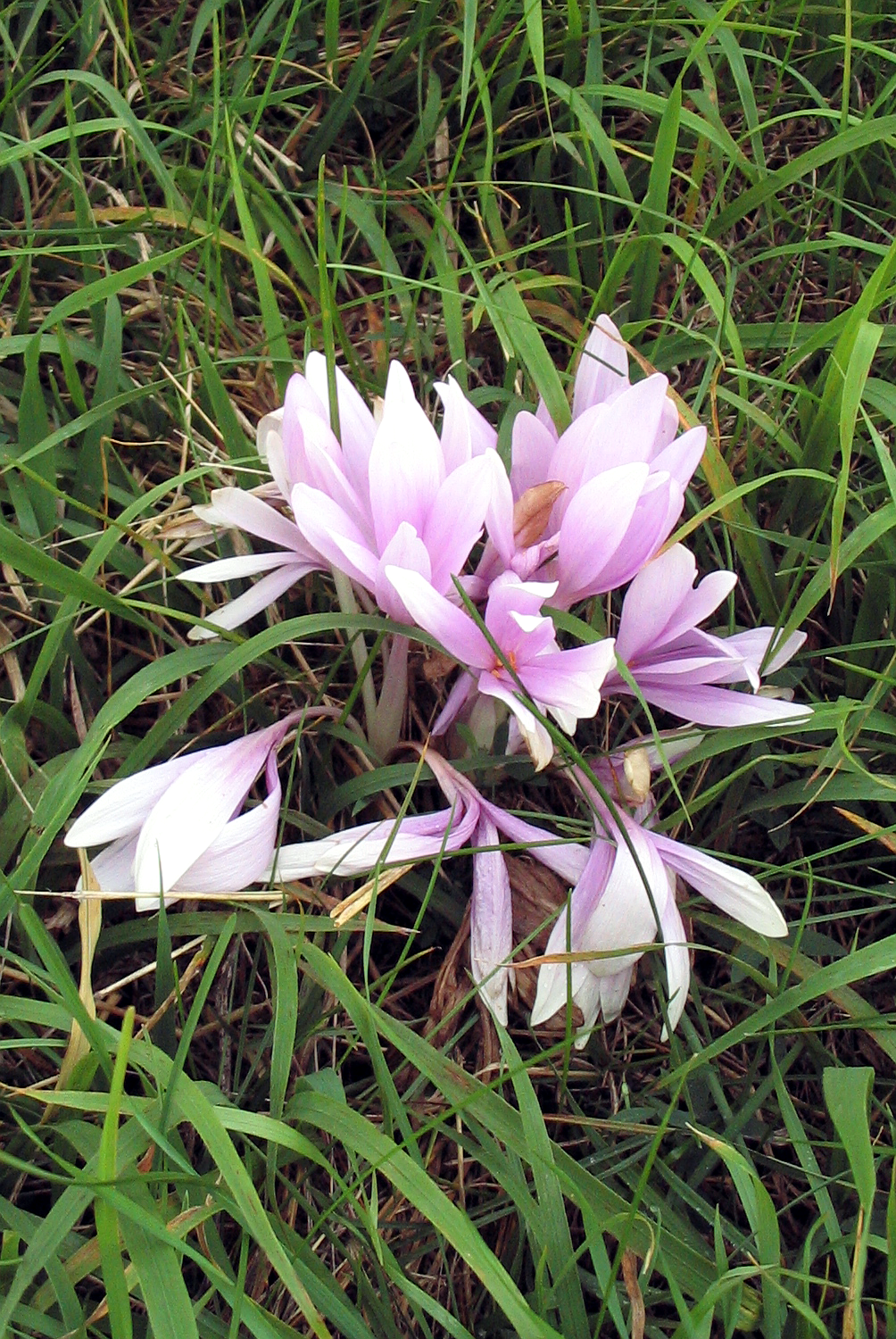
Colchicum autumnale Colchicaceae
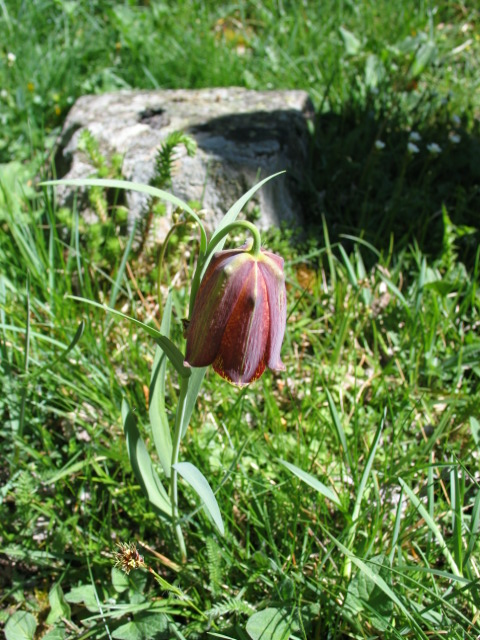
Fritillaria lusitanica Liliaceae
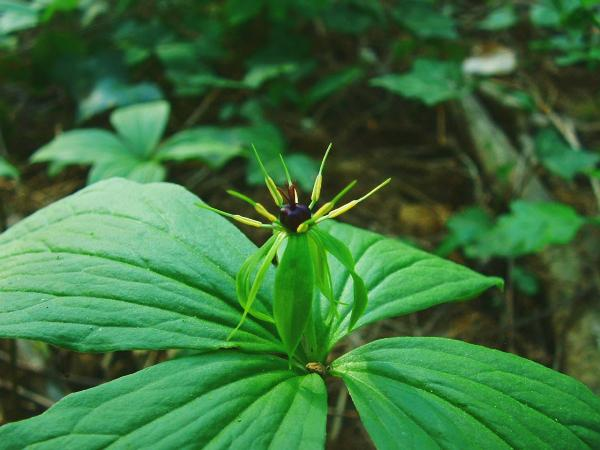
Paris quadrifolia Melanthiaceae
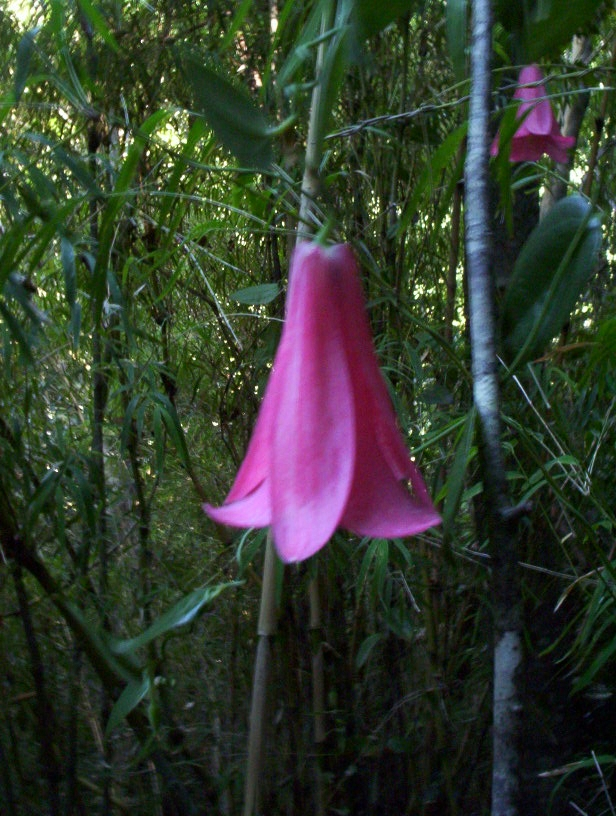
Lapageria rosea Philesiaceae
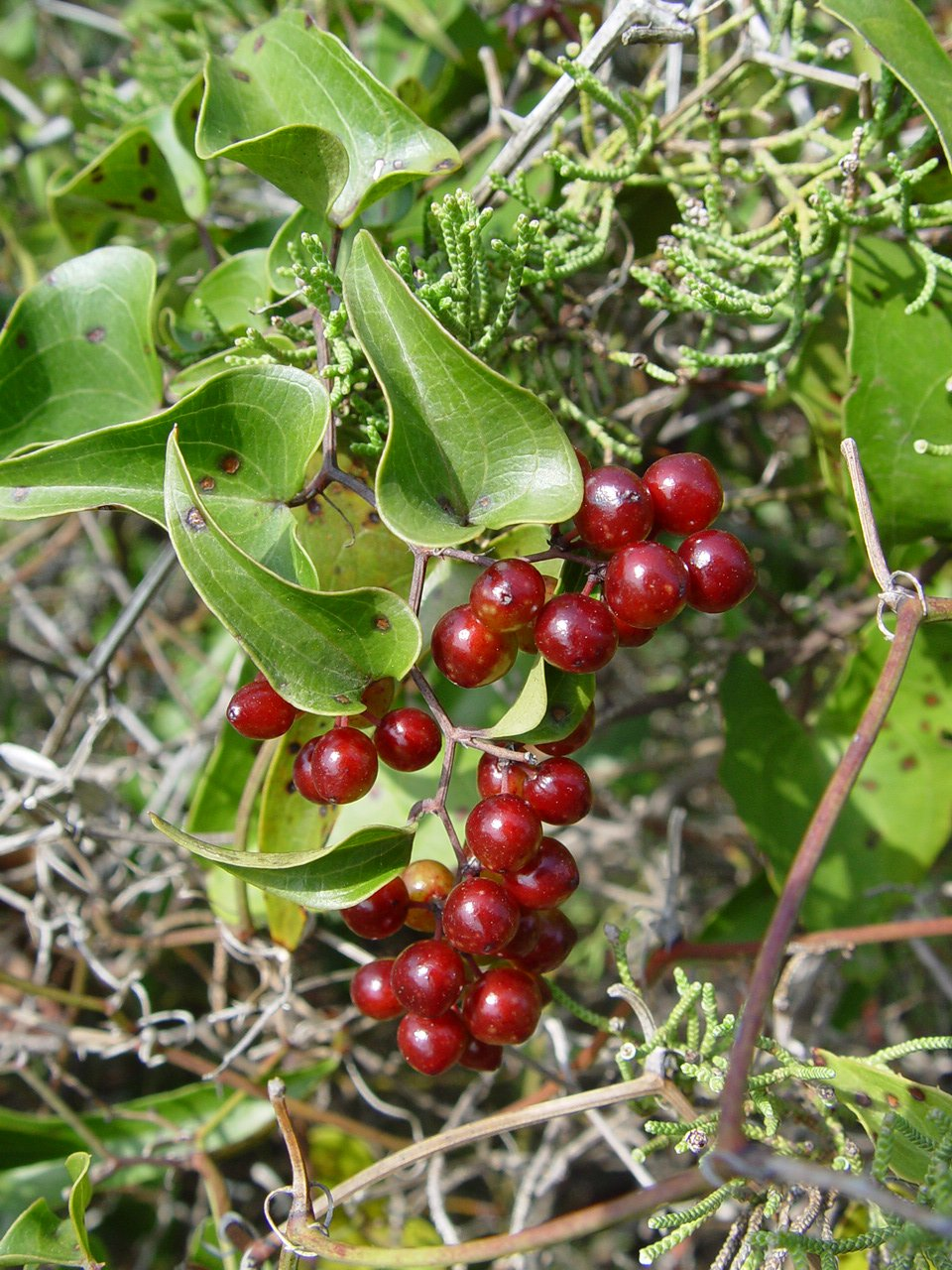
Smilax aspera Smilacaceae